# FK Sarajevo
El Fudbalski klub Sarajevo (en español: Club de Fútbol de Sarajevo), conocido simplemente como FK Sarajevo, es un club de fútbol profesional con sede en Sarajevo, la capital de Bosnia-Herzegovina y uno de los clubes más populares del fútbol bosnio. Fue fundado el 24 de octubre de 1946 y disputa sus partidos como local en el estadio Asim Ferhatović Hase. Sus colores tradicionales son el granate y juega en la Premijer Liga.
Era el club más exitoso de la República Socialista de Bosnia-Herzegovina en la antigua Yugoslavia, ganando dos títulos de la Primera Liga y situándose sexto en la tabla histórica del fútbol yugoslavo. Tras la independencia bosnia, el FK Sarajevo es uno de los miembros más destacados de la Liga Premier de Bosnia-Herzegovina, donde ha ganado cinco campeonatos de liga y siete copas bosnias. El Željezničar es su histórico rival con el que disputa el derbi de Sarajevo.

## Historia

### Orígenes
El FK Sarajevo se fundó en menos de un año después de la liberación de Sarajevo del régimen nazi por las fuerzas partisanas. Resultado de la fusión entre los equipos de fútbol Udarnik ("vanguardia") y Sloboda ("libertad") el club apareció en la escena deportiva yugoslava en 1946 bajo el nombre de SD Torpedo, denominación que se debe a Šefik Maglajlić, uno de sus fundadores, que regresó de un viaje de Rusia influido por el gran momento del Torpedo Moscú. Jugó su primer partido el 3 de noviembre de 1946. En 1947, el nombre fue cambiado a SDM Sarajevo, antes de ser simplificado definitivamente a FK Sarajevo en 1949.
El club capitalino entró por primera vez en la Primera Liga de Yugoslavia después de la eliminación del Sloga de Belgrado. El FK Sarajevo empató el primer partido 3:3 en Novi Sad, pero luego dominó el segundo partido en Sarajevo 5:1. El equipo duró sólo una temporada en la Primera Liga antes de descender, pero lo hizo en 1950. A partir de ahí, el FK Sarajevo siguió siendo un miembro regular de la Primera Liga cada año, salvo en la temporada 1957-58.

### Primer campeonato de liga
El FK Sarajevo comenzó a ganar fama internacional por jugar en una serie de importantes torneos europeos cada año. El periodo comprendido entre 1957-1967 fueron algunos de los momentos más prósperos para el equipo. Con el respaldo de estrellas como Boško Antić, Mirsad Fazlagić, Vahidin Musemić y Boško Prodanović, en 1967 el FK Sarajevo se proclamó campeón de la Liga Yugoslava, rompiendo una histórica tendencia de dominación de clubes croatas y serbios.
El Sarajevo aventajó en dos puntos al Dinamo Zagreb al final del torneo. Su delantero Vahidin Musemić, con 16 goles, quedó dos por detrás del delantero Mustafa Hasanagić del FK Partizan, con 18 goles y máximo goleador.

### Segunda y última liga yugoslava
El período de 1977-1982 vio el reinado de uno de los mejores futbolistas de Bosnia y Herzegovina, Yugoslavia y del Paris Saint-Germain de todos los tiempos: Safet Sušić. En 1980 el FK Sarajevo fue subcampeón del campeonato de la Liga Yugoslava. En 1982 el equipo, ahora sin Sušić, que fichó por el Paris Saint-Germain, pasó tres rondas en la Copa de la UEFA antes de caer ante el subcampeón, el RSC Anderlecht. En 1985, el FK Sarajevo, ganó su segundo título de Campeón de Yugoslavia tras imponerse al Hajduk Split en la tabla clasificatoria y se clasificó para la Copa de Europa, pero fue eliminado en primera ronda ante el Kuusysi finés.
Los próximos años vieron el descenso del FK Sarajevo, que acusó en exceso la pérdida de dos de sus mejores jugadores, los atacantes Predrag Pašić y Husref Musemić.

### El club durante y tras la guerra

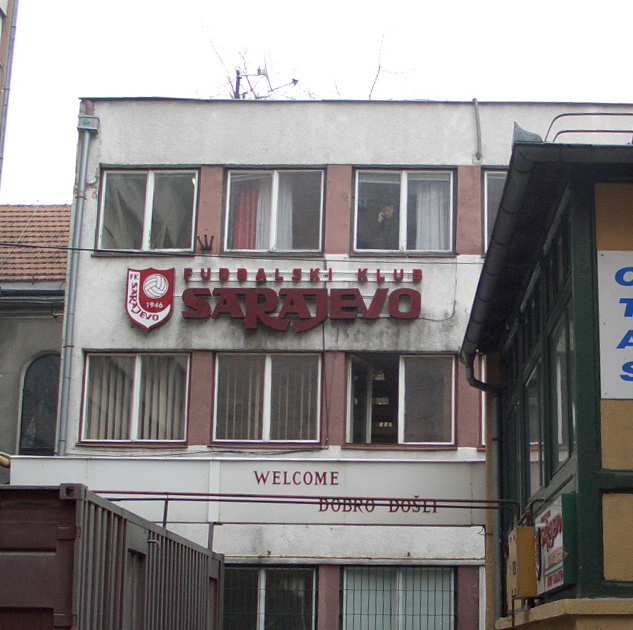
Oficinas del FK Sarajevo.

Estas dificultades deportivas, sin embargo, eran minúsculas comparados con lo que estaba por venir. La guerra de Bosnia y el sitio de Sarajevo en los años 1990 arrasó con toda la vida cultural de la capital. Muchos de los aficionados del FK Sarajevo, incluyendo los temibles y radicales Horde Zla (en español: Hordas del mal) se unieron al ejército bosnio y lucharon en la guerra. A pesar de todas las dificultades el FK Sarajevo jugó un partido amistoso contra las fuerzas de paz locales en 1994, que ganó 4:1.
Desde el final del conflicto balcánico, el FK Sarajevo ha sido miembro de la Federación de Fútbol de Bosnia y Herzegovina, así como uno de los clubes más exitosos y dominante en la reciente historia de la Premijer Liga, incluso haciendo varias apariciones breves en competiciones europeas. En 2004, la leyenda del FK Sarajevo, Safet Sušić, fue elegido mejor jugador de Bosnia y Herzegovina de los últimos 50 años con motivo del Jubileo de Oro UEFA.

## Uniforme
- Uniforme titular: Camiseta, pantalón y medias granate.
- Uniforme alternativo: Camiseta, pantalón y medias blancas.

Patrocinadores
| Periodo   | Firma deportiva | Patrocinador             |
| --------- | --------------- | ------------------------ |
| 1946–1969 | Ninguno         | Ninguno                  |
| 1969–1972 | Ninguno         | Energopetrol             |
| 1972–1980 | YASSA           | Šipad                    |
| 1981–1983 | Playground      | Energoinvest             |
| 1984–1988 | Admiral         | Jutro Gorenje            |
| 1988–1990 | Slovenija Sport | Privredna banka          |
| 1991-1992 | Vocado          | Cenex                    |
| 1993-1994 | Ninguno         | Vemex                    |
| 1996–1997 | Patrick         | Sarajevo Tobacco Factory |
| 1997–2001 | Umbro           | Sarajevo Tobacco Factory |
| 2002–03   | NAAI            | Aura                     |
| 2003      | Lotto           | Aura                     |
| 2004–2007 | Legea           | Aura                     |
| 2007–2010 | Nike            | Aura                     |
| 2010–2011 | Legea           | Aura                     |
| 2011      | Royal           | Aura                     |
| 2011–2012 | Lescon          | Aura                     |
| 2013–2015 | Haad            | Visit Malaysia*          |
| 2015–2016 | Haad            | Turkish Airlines         |
| 2016–2021 | Nike            | Turkish Airlines         |
| 2021–2023 | Erreà           | Turkish Airlines         |
| 2023–     | Adidas          | Turkish Airlines         |

*Aún el patrocinador de la camiseta del equipo juvenil

## Patrocinio
- Patrocinador general: Aerolíneas turcas[19]
- Patrocinador técnico: Adidas, A Blok
- Patrocinador bronce: BH Telekom
- Otros patrocinadores: Meridianbet,[19] Vizit Sarajevo, NLB Bank, Amiko komerc, Lutrija, Oaza, ASA Bank, Sarajevo Brewery

## Estadio
El FK Sarajevo juega sus partidos en el estadio Asim Ferhatović Hase, conocido popularmente como Stadion Koševo. El campo, inaugurado en 1952, alberga a 35 000 espectadores y tiene campo de hierba natural y pistas de atletismo. El nombre actual del campo rinde honor al delantero bosnio Asim Ferhatović, que en los años 1950 y 1960 lideró al FK Sarajevo que se hizo con su primera Liga Yugoslava.
Este estadio albergó la apertura de las Olimpiadas de Invierno de Sarajevo de 1984.

## Rivales
El equipo con el que histórica y tradicionalmente el FK Sarajevo ha mantenido su mayor rivalidad es el FK Željezničar Sarajevo, club también de Sarajevo. Dicha rivalidad se centró, en un principio, en una diferencia entre la élite de la ciudad (FK Sarajevo) y la clase obrera del Željezničar, el club de los trabajadores del ferrocarril. Sin embargo este componente socioeconómico no se aplica más y es visto como una antigua tradición. Durante la guerra de los Balcanes, el FK Sarajevo tuvo estrechos vínculos con la elite política actual en Bosnia y Herzegovina, como lo hizo con algunas autoridades municipales antes de la agresión a Bosnia y Herzegovina. Los partidos ante el FK Željezničar son conocidos como el derbi de Sarajevo.
Hasta el momento (al 15 de mayo de 2009), se jugaron 95 partidos de liga. El Željezničar ganó 29 veces, el FK Sarajevo también ganó 29 veces, mientras que 37 partidos terminaron con un empate. La diferencia de goles está a favor (117-114) del FK Sarajevo. Desde la independencia, y como parte del campeonato bosnio, se han disputado 32 partidos. El FK Sarajevo ganó diez veces, el Željezničar ganó ocho veces, con 14 empates. La diferencia de goles es de 34-39 para el FK Sarajevo.

## Jugadores

### Plantilla 2024-25
Actualizado el 14 de noviembre de 2024

### Jugadores destacados
| - Nijaz Ferhatović - Refik Muftić - Srebrenko Repčić - Predrag Pašić - Miloš Đurković - Slaviša Vukićević - Davor Jozić - Faruk Hadžibegić - Zoran Lukić - Mirza Kapetanović | - Boban Božović - Dragan Jakovljević - Risto Vidaković - Anđelko Tešan - Želimir Vidović - Ismet Mulavdić - Miodrag Ćirković - Elvir Baljić - Boris Živković - Senad Repuh - Adalberto Peñaranda |

### Récords
| #   | Jugador            | Partidos |
| --- | ------------------ | -------- |
| 1.  | Ibrahim Biogradlić | 646      |
| 2.  | Svetozar Vujović   | 444      |
| 3.  | Edhem Šljivo       | 437      |
| 4.  | Franjo Lovrić      | 429      |
| 5.  | Asim Ferhatović    | 422      |
| 6.  | Dobrivoje Živkov   | 412      |
| 7.  | Suad Švraka        | 411      |
| 8.  | Fahrudin Prljača   | 406      |
| 9.  | Fuad Muzurović     | 405      |
| 10. | Mirsad Fazlagić    | 404      |
| 11. | Muhidin Zukić      | 395      |
| 12. | Mladen Stipić      | 385      |
| 13. | Dragan Simić       | 377      |
| 14. | Zoran Lukić        | 369      |

| #   | Jugador            | Goles |
| --- | ------------------ | ----- |
| 1.  | Dobrivoje Živkov   | 212   |
| 2.  | Asim Ferhatović    | 198   |
| 3.  | Salih Šehović      | 185   |
| 4.  | Franjo Lovrić      | 169   |
| 5.  | Vahidin Musemić    | 169   |
| 6.  | Zijad Arslanagić   | 168   |
| 7.  | Boško Antić        | 140   |
| 8.  | Boško Prodanović   | 101   |
| 9.  | Safet Sušić        | 96    |
| 10. | Edhem Šljivo       | 91    |
| 11. | Emir Obuća         | 89    |
| 12. | Ibrahim Biogradlić | 83    |
| 13. | Fahrudin Prljača   | 81    |
| 14. | Đuka Lovrić        | 78    |

## Palmarés

### Competiciones nacionales
Ligas Nacionales: 7
- Primera Liga de Yugoslavia:
  - Campeón (2): 1966-67, 1984-85.

- Liga Premier de Bosnia y Herzegovina:
  - Campeón (5): 1998–99, 2006–07, 2014–15, 2018-19, 2019-20.

Copas Nacionales: 7
- Copa de Bosnia y Herzegovina:
  - Campeón (7): 1996-97, 1997-98, 2001-02, 2004-05, 2013-14, 2018-19, 2020-21.

Supercopas Nacionales: 1
- Supercopa de Bosnia y Herzegovina:
  - Campeón (1): 1996–97.

## Participación en competiciones de la UEFA

### UEFA Champions League
| Temporada | Ronda            | Club                     | Marcador |  |
| --------- | ---------------- | ------------------------ | -------- |  |
| 1967-68   | 1                | Olympiakos Nicosia       | 2:2, 3:1 |  |
| 1967-68   | 2                | Manchester United F.C.   | 0:0, 1:2 |  |
| 1985-86   | 1                | Kuusysi Lahti            | 1:2, 1:2 |  |
| 2007-08   | Clasificatoria 1 | Marsaxlokk Football Club | 3:1, 6:0 |  |
| 2007-08   | Clasificatoria 2 | KRC Genk                 | 0:1, 2:1 |  |
| 2007-08   | Clasificatoria 3 | Dynamo Kiev              | 0:1, 0:3 |  |
| 2015-16   | 1                | Lech Poznań              | 0:2, 0:1 |  |
| 2019-20   | Clasificatoria 1 | Celtic                   | 1:3, 1:2 |  |
| 2020-21   | Clasificatoria 1 | Connah's Quay Nomads     | 2:0 (V)  |  |
| 2020-21   | Clasificatoria 2 | Dinamo Brest             | 1:2 (V)  |  |

### UEFA Cup/UEFA Europa League
| Temporada | Ronda            | Club                     | Marcador          |  |
| --------- | ---------------- | ------------------------ | ----------------- |  |
| 1980-81   | 1                | Hamburger SV             | 2:4, 3:3          |  |
| 1982-83   | 1                | PFC Slavia Sofia         | 2:2, 4:2          |  |
| 1982-83   | 2                | FC Corvinul Hunedoara    | 4:4, 4:0          |  |
| 1982-83   | 3                | RSC Anderlecht           | 1:6, 1:0          |  |
| 1998-99   | Clasificatoria   | Germinal Ekeren          | 0:0, 1:4          |  |
| 2001-02   | Clasificatoria   | C.S. Marítimo            | 0:1, 0:1          |  |
| 2002-03   | Clasificatoria   | SK Sigma Olomouc         | 2:1 (p: 5:3), 1:2 |  |
| 2002-03   | 1                | Beşiktaş J.K.            | 0:5, 2:2          |  |
| 2003-04   | Clasificatoria   | FK Sartid                | 1:1, 0:3          |  |
| 2006-07   | Clasificatoria 1 | FC Rànger's              | 3:0, 2:0          |  |
| 2006-07   | Clasificatoria 2 | Rapid de Bucarest        | 1:0, 0:2          |  |
| 2007-08   | 1                | FC Basel                 | 1:2, 0:6          |  |
| 2009-10   | Clasificatoria 2 | FC Spartak Trnava        | 1:0, 1:1          |  |
| 2009-10   | Clasificatoria 3 | Helsingborgs IF          | 2:1 (p: 5:4), 1:2 |  |
| 2009-10   | Play-off         | CFR Cluj                 | 1:1, 1:2          |  |
| 2011-12   | Clasificatoria 2 | Örebro SK                | 2:0, 0:0          |  |
| 2011-12   | Clasificatoria 3 | Sparta Prague            | 0:5, 0:2          |  |
| 2012–13   | Clasificatoria 1 | Hibernians F.C.          | 5:2, 4:4          |  |
| 2012–13   | Clasificatoria 2 | PFC Levski Sofia         | 0:1, 3:1          |  |
| 2012–13   | Clasificatoria 3 | FK Zeta                  | 2:1, 0:1          |  |
| 2013-14   | Clasificatoria 1 | AC Libertas              | 1:0, 2:1          |  |
| 2013-14   | Clasificatoria 2 | FK Kukësi                | 2:3, 0:0          |  |
| 2014–15   | Clasificatoria 2 | Haugesund                | 0–1; 3–1          |  |
| 2014–15   | Clasificatoria 3 | Atromitos                | 1–2; 3–1 (a.e.t.) |  |
| 2014–15   | Play-off         | Borussia Mönchengladbach | 2–3; 0–7          |  |
| 2017-18   | Clasificatoria 1 | FC Zaria Balti           | 2:1, 1:2 (5-6 p)  |  |
| 2018-19   | Clasificatoria 1 | FC Banants Ereván        | 3:0, 2:1          |  |
| 2018-19   | Clasificatoria 2 | Atalanta                 | 0:8, 2:2          |  |
| 2019-20   | Clasificatoria 3 | BATE Borísov             | 1:2, 0:0          |  |
| 2020-21   | Clasificatoria 3 | Budućnost Podgorica      | 2:1               |  |
| 2020-21   | Play-Off         | Celtic                   | 0:1               |  |

### UEFA Europa Conference League
| Temporada | Ronda | Club                  | Casa | Visita | Global      |  |
| --------- | ----- | --------------------- | ---- | ------ | ----------- |  |
| 2021-22   | 1     | Milsami Orhei         | 0:1  | 0:0    | 0:1         |  |
| 2023-24   | 1     | Torpedo Kutaisi       | 1:1  | 2:2    | 3:3 (2-4 p) |  |
| 2024-25   | 1     | Aktobe                | 2:3  | 1:0    | 3:3 (4-3 p) |  |
| 2024-25   | 2     | Spartak Trnava        | 0:0  | 0:3    | 0:3         |  |
| 2025-26   | 2     | Universitatea Craiova | 2:1  | 0:4    | 2:5         |  |

### Récord europeo
| Torneo                               | J  | G  | E  | P  | GF  | GC  | Última aparición |
| ------------------------------------ | -- | -- | -- | -- | --- | --- | ---------------- |
| European Cup / UEFA Champions League | 18 | 5  | 2  | 11 | 24  | 26  | 2020-21          |
| UEFA Cup / UEFA Europa League        | 60 | 21 | 13 | 26 | 85  | 112 | 2020-21          |
| UEFA Europa Conference League        | 5  | 1  | 3  | 2  | 5   | 9   | 2023-24          |
| Total                                | 84 | 27 | 18 | 39 | 114 | 147 |                  |

## Entrenadores
- Josip Bulat 1.11.19461-1.5.1947.
- Slavko Zagorac 2.5.1947.-1.9.1948.
- Miroslav Brozović 2.9.1948.-31.12.1956.
- Aleksandar Tomašević 1.1.1957.-13.7.1958.
- László Fenyvesi 13.7.1958.-2.8.1958.
- Vojin Božović 2.8.1958.-1.7.1959.
- Miroslav Brozović 2.7.1959.-3.5.1962.
- Ratomir Čabrić 4.5.1962.-11.7.1963.
- Aleksandar Atanacković 12.7.1963.-1.7.1964.
- Abdulah Gegić 2.7.1964.-30.6.1965.
- Miroslav Brozović 1.7.1965.-1.8.1967.
- Franjo Lovrić 3.8.1967.-1.7.1968.
- Munib Saračević 2.7.1968.-3.7.1969.
- Miroslav Brozović 4.7.1969.-11.1969.
- Srboljub Markušević 11.1969.-1.7.1971.
- Abdulah Gegić 2.7.1971.-3.7.1972.
- Srboljub Markušević 4.7.1972.-1.6.1973.
- Svetozar Vujović 2.6.1973.-1.1.1974.
- Mirsad Fazlagić 2.1.1974.-1.7.1975.
- Vukašin Višnjevac 2.7.1975-1.7.1977.
- Fuad Muzurović 3.7.1977-1.9.1981.
- Srboljub Markušević 2.9.1981-6.1.1983.
- Boško Antić 7.1.1983-16.9.1986.
- Denijal Pirić 16.9.1986.-1988.
- Džemaludin Mušović 1988-1989
- Rajko Rašević 1990-1991
- Fuad Muzurović 1.7.1991.-1996
- Sead Jesenković 1994
- Denijal Pirić 1994-1996
- Nermin Hadžiahmetović 1996-1997
- Mehmed Janjoš 1.7.1997.-30.6.1998.
- Nermin Hadžiahmetović 7.1998.-12.5.1999.
- Sead Jesenković 12.5.1999.-2000
- Denijal Pirić 2000-5.2001.
- Husref Musemić 5.2001.-7.2001.
- Fuad Muzurović 7.2001.-5.2002.
- Husref Musemić 1.7.2002.-9.2003.
- Agim Nikolić 9.2003.-5.2004.
- Kemal Alispahić 22.6.2004.-10.2004.
- Edin Prljača 10.2004.-11.2004.
- Husref Musemić 1.1.2005.-17.6.2008.
- Senad Merdanović 9.2007.-10.2007.
- Šener Bajramović 18.6.2008.-15.9.2008.
- Husnija Arapović 15.9.2008.-2.12.2008.
- Mehmed Janjoš 12.12.2008.-28.3.2010.
- Almir Turković 29.3.2010.-6.4.2010.
- Mirza Varešanović 7.4.2010.-20.6.2011.
- Dženan Uščuplić 20.6.2011.-27.6.2011.
- Jiří Plíšek 27.6.2011.-20.12.2011.
- Dragan Jović 6.1.2012.-17.3.2013.
- Husref Musemić 19.3.2013.-1.12.2013.
- Abdulah Oruč -11.2013.
- Robert Jarni 1.12.2013.-7.4.2014.
- Ljupko Petrović 8.4.2014.-10.4.2014.
- Dženan Uščuplić 10.4.2014.-26.9.2014.
- Esad Selimović 26.9.2014.-30.9.2014.
- Meho Kodro 30.9.2014.–2015
- Dženan Uščuplić 2015
- Almir Hurtić (interino) 2015
- Miodrag Ješić 2015–2016
- Almir Hurtić 2016
- Mehmed Janjoš 2016–2017
- Senad Repuh 2017
- Zijad Švrakić (interino) 2017
- Husref Musemić 2017–2019
- Vinko Marinović 2019–2021
- Dženan Uščuplić (interino) 2021
- Goran Sablić 2021
- Aleksandar Vasoski 2022
- Dženan Uščuplić (interino) 2022